# Storia dell'Athletic Club Sparta Praha fotbal
Di seguito viene trattata la storia dell'Athletic Club Sparta Praha fotbal dal 1893 ai nostri giorni.

## La nascita dello Sparta Praga

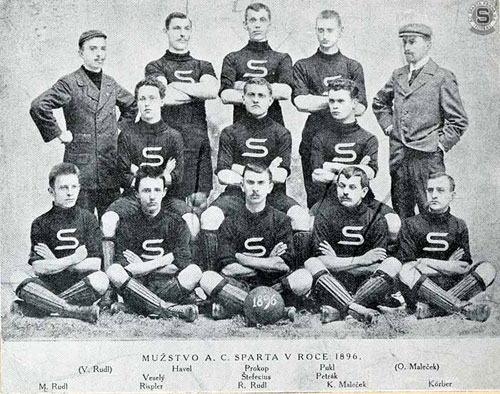
Una formazione dello Sparta risalente al 1896. Già s'intravedeva la famosa S che contriddistinguerà lo Sparta negli anni a venire

Alla fine del 1893, un piccolo gruppo di giovani praghesi con a capo tre fratelli, Vaclav, Bohumil e Rudolf Rudl, ebbe l'idea di fondare uno sports club. Il nome Sparta fu scelto in onore degli spartani dell'antica Grecia. Il 16 novembre, l'incontro dei fondatori approvò gli articoli dell'associazione del club e un mese dopo, il 17 dicembre, si svolse il primo incontro generale annuale. Poco dopo, l'Athletic Club Sparta prese vita con il suo tricolore, nel quale il blu rappresenta l'Europa, il rosso è il simbolo della città reale e le ragioni del giallo sono ancora sconosciute (forse perché i colori giallo e rosso sono i colori della città di Praga).

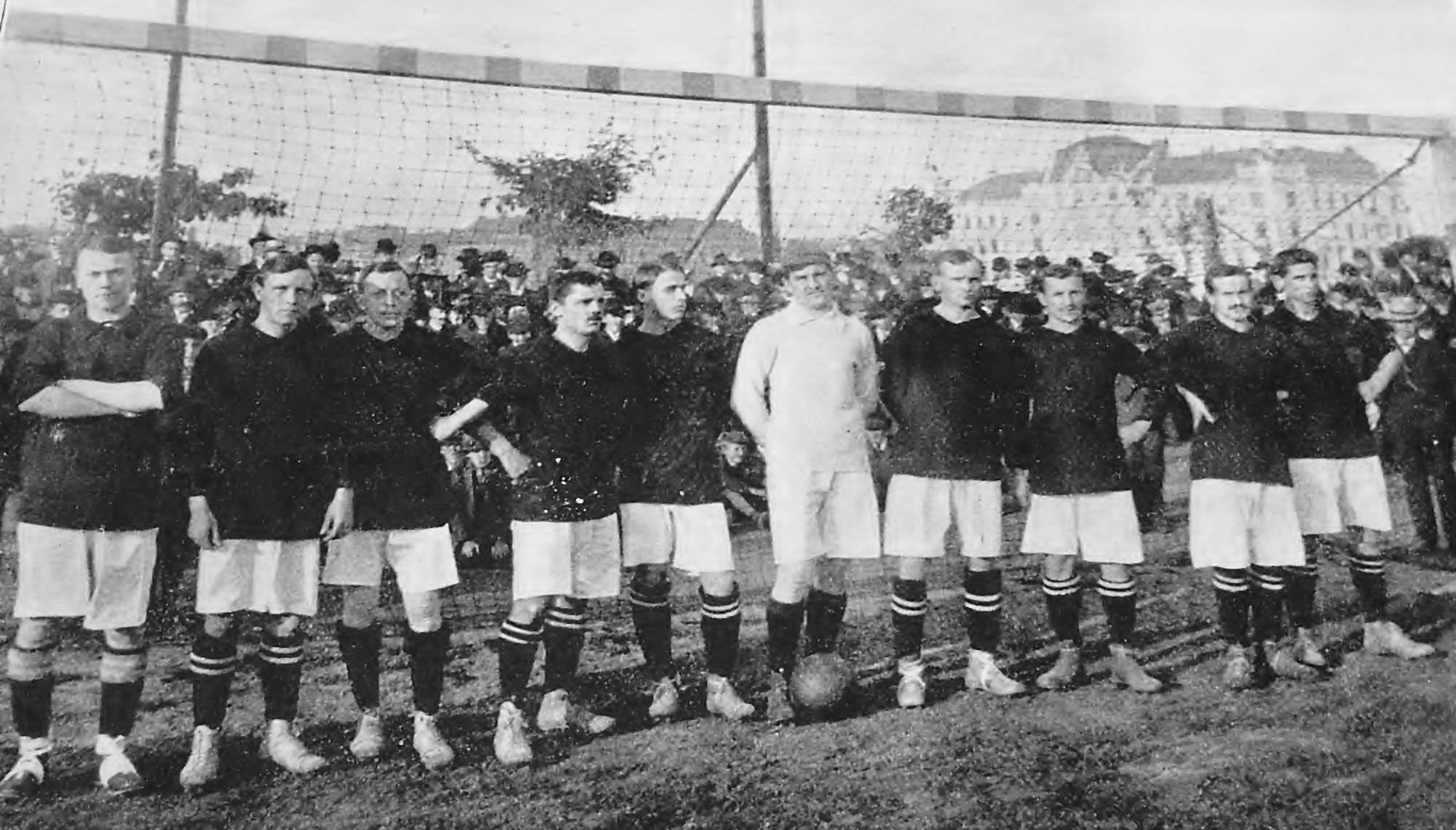
Una formazione dello Sparta nel 1908

Agli albori della storia calcistica del club, i giocatori indossavano una maglia nera con una grande S sul petto. Giocarono poi due anni con una maglietta a strisce bianconere, che ritornò come maglia di riserva per due anni nel 1996. Nel 1906 il presidente Petrik andò in Inghilterra, dove vide la famosa squadra dell'Arsenal giocare con la sua famigerata maglietta rossa, e decise di portarne un set a Praga. In quel momento non si rese conto che avrebbe dato vita ad una delle più grandi tradizioni del club. Insieme alla maglia rossa, i giocatori dello Sparta indossavano pantaloncini bianchi e calzettoni neri.

### 1925-1938: L'Iron Sparta
Poco dopo la prima guerra mondiale, fu messa insieme una squadra che innescò il famoso periodo degli anni venti e trenta, conosciuto con il nome di “Iron Sparta”. Una lega calcistica cecoslovacca fu istituita a metà degli anni venti, ed il club collezionò diversi titoli. Negli anni venti lo Sparta in 57 incontri colse 53 successi e 4 pareggi. Da quel giorno i tifosi richiamano ancora i nomi dei giocatori di quel periodo con ammirazione: Peyer, Hojer, Perner, Káďa, Kolenatý, Červený. Pochi anni dopo comparirono altri nomi non meno famosi quali Hochman, Burgr, Hajný, Šíma, Silný, Čtyřoký, Košťálek ed in particolare Oldřich Nejedlý, il capocannoniere della Coppa del Mondo del 1934.
Lo Sparta inizia il campionato e sin dalle prime stagioni vede una lotta a due con lo Slavia Praga. Nel campionato della stagione 1925-1926 lo Sparta vince lo scudetto trascinato dai goal di Jan Dvořáček. Nel 1927 il breve campionato (sette giornate) dà la vittoria allo Sparta grazie anche alle reti Josef Šima e di Josef Silný. In Europa trionfo nella Coppa dell'Europa Centrale 1927 e Josef Silný fu il capocannoniere della competizione con 5 reti. Giunge al terzo posto nel campionato del 1928 e non può partecipare alla Coppa dell'Europa Centrale. Nel 1929 è nuovamente in terzo posizione in campionato ma partecipa alla Coppa dell'Europa Centrale per l'esclusione del Viktoria Žižkov: nell'edizione del 1929 la squadra fu sconfitta dall'Újpest già ai quarti, non basta la vittoria a Praga per 2-0 dato che gli ungheresi avevo vinto con un tennistico 6-1 a Budapest. Il campionato del 1930 è dominato dallo Slavia Praga che grazie ad un forte attacco composta da Antonín Puč, František Junek, František Svoboda e Joska. Lo Sparta arriverà al secondo posto trainato a forza da Josef Košťálek, potendo partecipare alla Coppa dell'Europa Centrale: dopo aver sconfitto il First Vienna complessivamente per 5-3 e dopo un pari in Italia contro l'AS Ambrosiana battono la formazione milanese con un rotondo 6-1 a Praga. In finale l'Iron Sparta si ferma contro il Rapid per 4-3. Nel 1931 il campionato sarà più combattuto ma nonostante le reti di Silný vincerà nuovamente lo Slavia con lo Sparta secondo. In Coppa i granata si liberano della Juventus solo dopo un ulteriore spareggio vinto 3-2. Incontrano in semifinale gli austriaci del Wiener AC con i quali perdono in uno spareggio per 2-0 dopo il pari tra andata e ritorno. Lo Sparta ritrova il successo in campionato e il capocannoniere è l'attaccante belga Raymond Braine. Nell'edizione del 1932 della Coppa dell'Europa Centrale la squadra cecoslovacca perse contro i futuri vincitore del Bologna (5-0 a Bologna e 0-3 a Praga). Tra il 1933 e il 1935 nonostante le reti di Braine lo Sparta fu sconfitto in campionato sempre dai rivali dello Slavia per pochi punti. Nella Coppa, lo Sparta perde l'edizione del 1933 in semifinale dopo aver eliminato l'Hungária FC per 5-3, si fa escludere dall'AS Ambrosiana Inter con un netto 6-3. Nell'edizione successiva della competizione lo Sparta si fa eliminare ai quarti in una particolare edizione: infatti possono accedere altre otto squadre alla competizione, e lo Sparta dopo aver giocato per sei volte contro l'Hungária/MTK ed aver terminato sempre con un pari passa ai quarti per sorteggio, venendo esclusa dalla Coppa dall'Admira Vienna. Nel 1935 invece lo Sparta trova una serie inarrestabile di successi eliminando First Vienna (1-1 e 5-3), AC Fiorentina (7-1 e 1-3), Juventus (2-0 e 1-3) dopo uno spareggio concluso 5-1 e in finale il Ferencvárosi TC per un complessivo di 4-2 (1-2 e 3-0). Nel 1936 torna il successo in campionato e in coppa lo Sparta fatica ad arrivare in finale eliminando Phöbus FC 7-6, AS Roma 4-1, ed Ambrosiana Inter 8-5 arriva in finale e si fa battere dal FK Austria 1-0. In campionato la squadra è seconda e nella Coppa dell'Europa Centrale l'Admira Vienna non fa passare lo Sparta Praga che perde allo spareggio 2-0. Nel 1938 lo Sparta conquista il campionato ai danni dei rivali dello Slavia che si rifà in Coppa eliminando a suon di goal tutte le avversarie, culminando nel 4-2 in finale sul Ferencvárosi TC.
Lo Sparta ha portato a termine un numero considerevole di successi internazionali. Gli storici dicono ancora che i più gloriosi furono le due Mitropa Cup nel periodo dell'“Iron Sparta”.

### 1939-1954: l'era di Bican e i sei titoli
Nel 1939 nonostante sia cominciata la seconda guerra mondiale il campionato cecoslovacco continua e continua la lotta allo scudetto fra Sparta e Slavia. Il campionato va allo Sparta nonostante i 29 goal realizzati da Josef Bican per i rivali biancorossi. Nella competizione europea il Ferencvárosi TC esclude lo Sparta dalla competizione già ai quarti. Tra il 1940 e il 1943 Bican si scatena realizza più di 150 reti in quattro stagioni e facendo vincere quattro scudetti di fila allo Slavia Praga. La miglior stagione per il prolifico attaccante arriva nel 1944 quando realizza 57 reti in campionato che va allo Sparta Praga. Intanto nel 1940 ne lo Sparta ne lo Slavia vengono chiamate per la Coppa dell'Europa Centrale nella sua ultima edizione. Nel campionato del 1946 vi sono due gironi dove l'avversario più temibile per i granata e lo SK Bratislava. Lo Sparta vince agevolmente il proprio girone dovendo affrontare la vincente del secondo ovvero lo Slavia Praga: 4-2 all'andata e 5-0 al ritorno è la squadra si aggiudica il sesto titolo nazionale davanti ai rivali di Praga, che avevano ancora Bican (31 reti quell'anno). Nel campionato successivo lo Slavia vince il titolo per un solo punto e dei 110 goal realizzati dalla squadra 43 sono di Bican. Lo Sparta ha la miglior difesa del torneo e il secondo miglior attacco. La stagione successiva lo Sparta si rifà e sono le reti di Jaroslav Cejp a trascinare la squadra al successo anche se lo Slavia arriva a pari punti. Nel torneo del 1949 è il Sokol NV Bratislava a mettere in fila l'intera Praga: secondo lo Sparta (che ha mutato il nome in Bratrství Sparta), terzo il Železničáři Praha, quarto il Dukla e quinto lo Slavia. Nel 1950 è ancora il Sokol NV Bratislava a vincere davanti a Bratrství Sparta e a Železničáři Praha (a pari punti). Il FC Vítkovice è quarto trainato dai goal di Josef Bican. Nel 1951 lo Sparta Praga cambia ancora nome in Sparta ČKD Sokolovo, ed arriva a pari punti con Sokol NV Bratislava e Dynamo ČSD Košice concludendo al secondo posto. Bican conclude al quarto posto col suo Viktovice. L'anno successivo è lo Sparta a mettere in file le rivali il Sokol NV Bratislava su tutte. Nel 1953 un sorprendente ÚDA Praha vince il titolo davanti allo Sparta: e l'inizio di una nuova e accesa rivalità. Intanto lo Sparta ha nuovamente modificato il proprio nome in Spartak Praga Sokolovo. Nel 1954 arriva un altro titolo a Praga sponda Sparta che batte nella "volata scudetto" il Baník Ostrava e il TJ Cervena Hviezda Bratislava.

### 1955-1963: crisi di successi
Il periodo d'oro prese una brutta piega, e per anni i tifosi dello Sparta ricordavano soltanto nostalgicamente i "bei vecchi tempi". Dopo sostanziali cambiamenti instaurati dal regime socialista, che portarono a più frequenti modifiche del nome del club piuttosto che a risultati di cui essere orgogliosi, il titolo del 1954 fu l'ultimo prima di un lungo periodo di miseria.
Nel 1955 viene istituita una nuova competizione continentale la Coppa dei Campioni che in pochi anni racchiuderà le migliori squadre europee nel torneo più prestigioso d'Europa. Nel campionato cecoslovacco del 1955 lo Spartak Praha giunge dietro ÚDA Praha e Slovan Bratislava che può accedere alla Coppa dei Campioni 1956-1957. Da quest'anno lo Spartak vivrà un decennio (fino al 1963) amaro e senza successi né in campionato né in coppa. Anche nella stagione successiva Slovan Bratislava e l'ÚDA Praha si piazzano davanti allo Spartak. Il Dukla Praga (ex ÚDA Praha) trova ancora successo nonostante il secondo posto a pari punti dei granata. Nel campionato 1959 lo Spartak conclude il campionato superato anche dallo Spartak Praha Stalingrad. Nel campionato del 1960 lo Spartak Praha vivrà il momento peggiore della sua storia chiudendo il campionato al dodicesimo posto ad un solo punto dalla retrocessione. Partecipa comunque alla Coppa Mitropa 1960 dove vince per la Cecoslovacchia i due incontri per la classifica a nazioni contro il LASK Linz entrambe le volte per 3-1. Non arriva in finale nella coppa nazionale. Tra il 1961 e il 1964 il Dukla Praga vincerà quattro volte il titolo nazionale grazie al momento negativo delle migliori rivali tra cui lo stesso Spartak (che rischierà nuovamente la retrocessione), il Dynamo Slavia Praga e lo Slovan Bratislava.
Ci sono ancora molte persone che ricordano l'era di Kvašňák, Tichý e Mašek. Erano i giorni in cui lo Sparta aveva il più grande numero di tifosi della sua storia, con lo stadio capace di contenere almeno quarantamila spettatori in tutte le partite. Tutti e tre gli eroi sopraccitati fecero parte della nazionale che finì seconda ai mondiali del 1962 in Cile.

### 1964-1975: la ripresa e il declino
Nel 1964 lo Sparta vince la sua prima Coppa di Cecoslovacchia contro il VSS Košice per 4-1. Sempre nel 1964 la formazione granata trova successo nell'edizione della Coppa Mitropa: dopo aver eliminato MTK, e Bologna FC arriva in finale e vince 2-0 contro i connazionali dello Slovan Bratislava. Nella stagione successiva il Dukla non riesce a lottare per le posizioni di vertice e il campionato viene vinto per la decima volta dallo Sparta Praga (denominazione nuovamente mutata) che partecipa alla Coppa delle Coppe dove al primo turno infligge un pesante sconfitta ai ciprioti dell'Anorthōsis con un complessivo tra andata e ritorno di 16-0. Verranno eliminati nel turno successivo dal West Ham che vincerà il torneo. Il momento di crisi sembra concluso dopo i recenti successi grazie alla nuova squadra costruita intorno a Kvašňák negli riportò la memoria agli anni d'oro del club. Sembra anche finito quello dello Slavia Praga che nel campionato successivo arriva a pari punti con Sparta e Dukla Praga ma il titolo va ai giallo-rossi che vincono davanti ai granata. Nella Coppa Mitropa 1965 lo Sparta Praga arriva al terzo posto vincendo la finale del terzo posto contro il SK Rapid dopo aver perso contro il Vasas per 5-4 in semifinale. Nella Coppa dei Campioni 1965-1966 lo Sparta dopo aver eliminato il Lausanne Sport e il Górnik Zabrze viene esclusa dal Partizan Belgrado: dopo un netto 4-1 per lo Sparta a Praga il Partizan rimonta a Belgrado e vince più nettamente per 5-0. Nella stagione 1966-1967 lo Sparta vince il titolo nazionale e arriva in finale nella coppa nazionale perdendo contro lo Spartak Trnava 5-4 dopo i tempi supplementari. Dal 1967 nascerà un periodo d'oro per lo Spartak Trnava che fino ad allora era stata una squadra mediocre che non era andata oltre ad un paio di coppe di Cecoslovacchia. Vince infatti il campionato con un vantaggio netto sulle seconde. Lo Sparta conclude a sette lunghezze di distacco dallo Spartak Trnava ed in settima posizione. In Coppa Campioni supera i campioni norvegesi dello Skeid per 2-1 e prosegue agli ottavi dove supera anche i campioni belgi dell'Anderlecht per 6-5. In semifinale i granata incontrano una delle squadre al momento più forti d'Europa: il Real Madrid infatti poteva contare in difesa su Pirri e in avanti sia su Amancio che su Francisco Gento. È inevitabile la sconfitta a Madrid con un netto 3-0 ma lo Sparta non si arrende e a Praga strappa un pari 1-1 dimostrando di essere una delle migliori otto squadre della stagione e con il campo inespugnato in Europa. Nel 1969 lo Spartak Trnava vince nuovamente con un buon margine e lo Sparta Praga è terzo. Inoltre lo Spartak Trnava arriva in semifinale di Coppa dei Campioni eliminato dall'Ajax. Nel campionato successivo lo Slovan Bratislava si piazza al primo posto davanti allo Spartak Trnava e allo Sparta Praga. I granata partecipano alla Coppa delle Fiere 1969-1970 ma la squadra è eliminata dall'Inter. Nel 1971 torna lo Spartak Trnava al successo e lo Sparta Praga conclude in quarta posizione. Nell'edizione della Coppa delle Fiere lo Sparta elimina Athletic Club e Dundee United FC per poi essere sconfitta dal Leeds United, futuri vincitori del torneo. Nel 1972 è ancora lo Spartak Trnava a vincere è lo Sparta Praga è costretto a chiudere in sesta posizione e finisce in Mitropa Cup dove nel girone A perde quattro incontri su quattro contro Honvéd e Celik Zenica. Lo Sparta si rifà in coppa dove sconfigge lo Slovan Bratislava. Nello stesso anno viene istituita la Coppa UEFA. Nel 1973 lo Sparta conclude il campionato all'undicesimo posto non riuscendo a qualificarsi ad alcuna competizione europea. Partecipa alla Coppa delle Coppe 1972-1973 dove dopo aver eliminato sempre in rimonta e sempre vincendo in casa lo Standard Liegi per 4-3, il Ferencváros per 4-3 e lo Schalke 04 per 4-2 perde in semifinale contro il Milan per 2-0. Nel 1974 lo Spartak Trnava incomincia a perdere contatto dalle posizioni di vertice e lo Sparta finisce il campionato in ottava posizione e nella stagione seguente retrocede nonostante sia arrivato in finale nella coppa nazionale poi persa contro lo Spartak Trnava.
Nel 1975 lo Sparta vive la stagione peggiore della sua intera storia. Fino ad allora, lo Sparta era l'unico club cecoslovacco che non era mai stato retrocesso in seconda divisione. In questa stagione, invece, a causa di numerose circostanze sfavorevoli, la squadra retrocesse. Il club passò però il test di fedeltà a pieni voti, con la partita decisiva per il ritorno nell'élite giocata in uno stadio tutto esaurito.

### 1976-1993: La nuova ripresa e il dominio nazionale
Nel 1976 il Banik Ostrava trionfa in campionato e lo Sparta vince la Coppa di Cecoslovacchia per la terza volta. Torna in massima serie nel 1977 dove conclude nella zona retrocessione. Partecipa alla Coppa Mitropa 1977 in un girone di quattro squadre con Vojvodina Novi Sad, Vasas e Fiorentina concludendo all'ultimo posto. Prende parte anche alla Coppa delle Coppe ma viene subito esclusa dalla competizione del MTK/VM Budapest con il risultato di 4-2. Nel 1978 in campionato la squadra rimane in zona retrocessione e nel 1979 si risolleva andando a conquistare un quinto posto in campionato. Nel 1980 si stabilisce nella parte bassa della classifica ma vince la coppa nazionale battendo il ZŤS Košice per 2-0. Vincerà anche la Coppa Piano Karl Rappan. Nel 1981 la squadra arriverà al quarto posto in campionato ma verrà ammessa all'edizione 1981-1982 della Coppa UEFA. Partecipa alla Coppa delle Coppe nel 1981 infliggendo un 12-0 allo Spora Lussemburgo ma venendo eliminata nel turno successivo dallo Slavia Sofia 3-2. Nel 1982 arriva al sesto posto in campionato e viene eliminata dal Neuchâtel per 6-3 in Coppa UEFA.
Grazie anche a giocatori del calibro di Chovanec, Berger, Hašek, Skuhravý, e Griga la squadra era virtualmente imbattibile.
Nel 1983 lo Sparta giunge al terzo posto in campionato e nel 1984 ritorna, dopo un digiuno durato sedici anni, a vincere il titolo nazionale battendo Dukla e Bohemians Praga. Conquista il double vincendo la Coppa di Cecoslovacchia e partecipa alla Coppa UEFA 1983-1984: dopo aver eliminato per 4-3 il Real Madrid ai trentaduesimi di finale, i granata sconfiggono il Widzew Lodz per 3-1 ai sedicesimi, il Watford per 7-2 agli ottavi, giunge ai quarti dove è l'Hajduk Spalato a fermare la corsa dei cecoslovacchi per 2-1. Il campionato del 1985 è vinto dallo Sparta davanti ai cugini del Bohemians. La squadra vince un'altra Coppa Piano Karl Rappan e partecipa alla Coppa dei Campioni: vince contro Vålerenga 5-3 e Lyngby BK prima di perdere 3-1 contro la Juventus, che si aggiudicherà il torneo. Anche in questa edizione è una delle poche squadre a non aver mai perso in casa. Il Vitkovice si aggiudica il torneo del 1986 battendo lo Sparta che arriva anche in finale nella coppa nazionale ma perde contro lo Spartak Trnava. Grazie alla Regola dei gol fuori casa il Barcellona elimina lo Sparta Praga nonostante il 2-2 nell'edizione della Coppa dei Campioni. Nel campionato 1987 lo Sparta domina e vince il campionato arrivando in finale nella coppa di Cecoslovacchia persa 3-2 contro il DAC Dunajská Streda. In Coppa UEFA lo Sparta incappa subito in una sconfitta contro i portoghesi del Vitória per 3-2. I granata dominano il campionato successivo trionfando con un molte settimane di anticipo. Arriva anche la vittoria in finale nella Coppa di Cecoslovacchia 2-0 sull'Inter Bratislava. In Coppa dei Campioni lo Sparta impone lezione di calcio agli islandesi del Fram Reykjavik 10-0. Agli ottavi l'Anderlecht batte i praghensi 3-1. Nel 1989 lo Sparta Praga centra per la seconda volta consecutiva il double vincendo sia campionato che coppa (3-0 allo Slovan Bratislava). Lo Sparta è subito eliminato dalla Coppa dei Campioni dai romeni della Steaua Bucarest di Gheorghe Hagi per 7-3: la Steaua arriverà in finale sconfitta 4-0 dal Milan. Lo Sparta vince nuovamente la Coppa Piano Karl Rappan. Nel 1990 i granata vincono nuovamente il campionato e si apprestano a partecipare alla Coppa dei Campioni: i cecoslovacchi eliminano i turchi del Fenerbahçe 5-2 ma si arrestano contro il CSKA Sofia 5-2 agli ottavi. Nel 1991 la squadra si rinnova ed arrivano Siegl, Horňák, Němeček, Frýdek, Němec, Kouba. Lo Sparta vince il campionato ma lo Spartak Mosca gli chiude le porte per il passaggio al turno successivo: 4-0 e i granata tornano a casa. Nel 1992 la cavalcata dello Slovan Bratislava è incredibile e con 51 punti vince lo scudetto davanti allo Sparta Praga che però vince la coppa nazionale 2-1 sul Tatran Prešov.
Dal punto di vista di un tifoso contemporaneo, il successo più importante è probabilmente la performance dello Sparta nell'ultimo anno della Coppa dei Campioni: nell'ultima edizione della Coppa dei Campioni lo Sparta passa contro i Glasgow Rangers e contro l'Olympique Marsiglia grazie alla Regola dei gol fuori casa e arriva alla fase a gironi. Capita nel girone B assieme a Barcellona, Benfica e Dinamo Kiev. Dopo due pareggi contro il Benfica e una vittoria sia contro Barcellona sia contro Dinamo Kiev lo Sparta arriva al secondo posto nel girone. Quindi al contrario del sistema attuale solo la vincente del gruppo andava avanti, ma essendo secondo lo Sparta fu in maniera non ufficiale la terza o quarta miglior squadra d'Europa. Nell'ultimo campionato cecoslovacco vinse lo Sparta Praga che perse in coppa 5-1 ai danni del 1. FC Košice. La società prese parte alla Coppa delle Coppe e dopo aver estromesso Airdrieonians e Werder Brema si fa eliminare dal Parma (che vincerà la competizione) 2-0.

### 1993-2011: Un periodo ricco di successi
Il campionato ceco nasce dopo la scissione della Cecoslovacchia in Repubblica Ceca e Repubblica Slovacca.
Lo Sparta arriva a vincere la prima edizione del campionato ceco nel 1994. In Champions League eliminerà l'AIK 2-1 prima di uscire dalla competizione contro l'Anderlecht 5-2. Vincerà anche nell'anno seguente, il 1995, dominando il campionato. In Champions il Göteborg estromettere i cechi dalla competizione 2-1. Nel 1996 arriva quarto in campionato ma è l'anno della Coppa della Repubblica Ceca. Nel 1996 lo Sparta partecipa alla Coppa UEFA: dopo aver eliminato Galatasaray, Silkeborg e Lugano il Milan estromette i cechi 2-0 agli ottavi. Nel 1997 i praghensi vincono lo scudetto. Nel 1998 il campionato ceco modifica il proprio nome da 1. Liga a Gambrinus Liga. Lo Sparta domina il campionato 1998. In Champions lo Sparta Praga esclude l'SV Austria Salzburg e arriva ai gironi di qualificazione: nel Girone A si ritrova Galatasaray, Borussia Dortmund e Parma come avversarie e conclude al terzo posto nel girone. Nel campionato seguente è ancora lo "Sparta di Ferro" a vincere. In Champions viene eliminato dalla Dinamo Kiev e in Coppa UEFA dal Real Sociedad. Nel campionato 2000 vince lo Sparta Praga davanti ai cugici dello Slavia. In Champions League i cechi sono già ai gironi di qualificazione dove incontrano Bordeaux, Spartak Mosca e Willem II. Con 3 vittorie e 3 pareggi in 6 incontri lo Sparta chiude al primo posto il proprio girone e si appresta ad affrontare una seconda fase nei gironi di qualificazione: qui incontra Barcellona, Porto ed Hertha Berlino concludendo al terzo posto il girone ed uscendo dalla competizione.
Nel 2001 è nuovamente lo Sparta a vincere il campionato il quinto consecutivo, raggiunge la finale della Coppa della Repubblica Ceca ma perde 2-1 contro Viktoria Zizkov. In Champions League passa ai gironi di qualificazione dopo la vittoria sullo Zimbru Chișinău 2-0 e arriva nel girone B comprendente Arsenal, Lazio e Shakhtar Donetsk. Lo Sparta chiude all'ultimo posto e viene eliminato dalla competizione continentale.
Il 2002 è un anno molto combattuto. Le maggiori avversarie dello Sparta non vanno molto forti in questa stagione, ma i granata si fanno sconfiggere in una volata a tre per la vittoria del campionato dallo Slovan Liberec trainato dal suo capocannoniere Jiří Štajner che chiude con un solo punto di vantaggio sullo Sparta e dall'Viktoria Žižkov che finisce a pari punti con i granata. Arrivano in finale nella coppa nazionale ma vengono sconfitti dallo Slavia Praga 2-1. Nella Champions lo Sparta Praga è messo nel girone H assieme a Bayern Monaco, Feyenoord e Spartak Mosca. Finisce dietro il Bayern nel girone, al secondo posto, guadagnandosi l'accesso alla fase successiva. Nel secondo girone incontra Real Madrid, Panathinaikos e FC Porto ma arriva terzo e viene eliminato. Nel 2003 lo Sparta torna a vincere questa volta il campionato è vinto ai danni dei rivali dello Slavia Praga, Viktoria Žižkov e Slovan Liberec sono subito dietro. In Champions lo Sparta esclude la T'orp'edo Kutaisi 5-1 e si fa eliminare dal Genk al terzo turno. Passa in Coppa UEFA dove elimina il Široki Brijeg 4-0 prima di essere estromesso dal Denizlispor 2-1.
Nel 2004 lo Sparta Praga si fa sorprendere in campionato dall'outsider Baník Ostrava che vince con poco margine sui granata, che si rifanno sul Banik in coppa 2-1. In UEFA Champions League la squadra ceca batte 5-4 il Vardar e passa alla fase a gironi. Nel Girone G incontri il Chelsea, la Lazio e il Beşiktaş: arriva al secondo posto dietro il Chelsea e passa ai sedicesimi di finale ma perde 4-1 a Milano contro il Milan. Nel 2005 vince facilmente il campionato lasciandosi Slavia Praga, Teplice, Sigma Olomouc e Slovan Liberec alle spalle. In Champions esclude prima l'APOEL 4-3 e poi il Ferencvaros TC 2-1 arrivando alla fase a gironi. Nel Girone D incontra Lione, Fenerbahçe e Manchester United finendo all'ultimo posto del girone. Nel 2006 quattro squadre si giocano il campionato ma fra queste non vi è lo Sparta Praga che vince la coppa di nuovo contro il Banik Ostrava ai rigori. In Champions League lo Sparta trova Thun, Ajax e Arsenal nel girone ma anche quest'anno arriva all'ultimo posto.

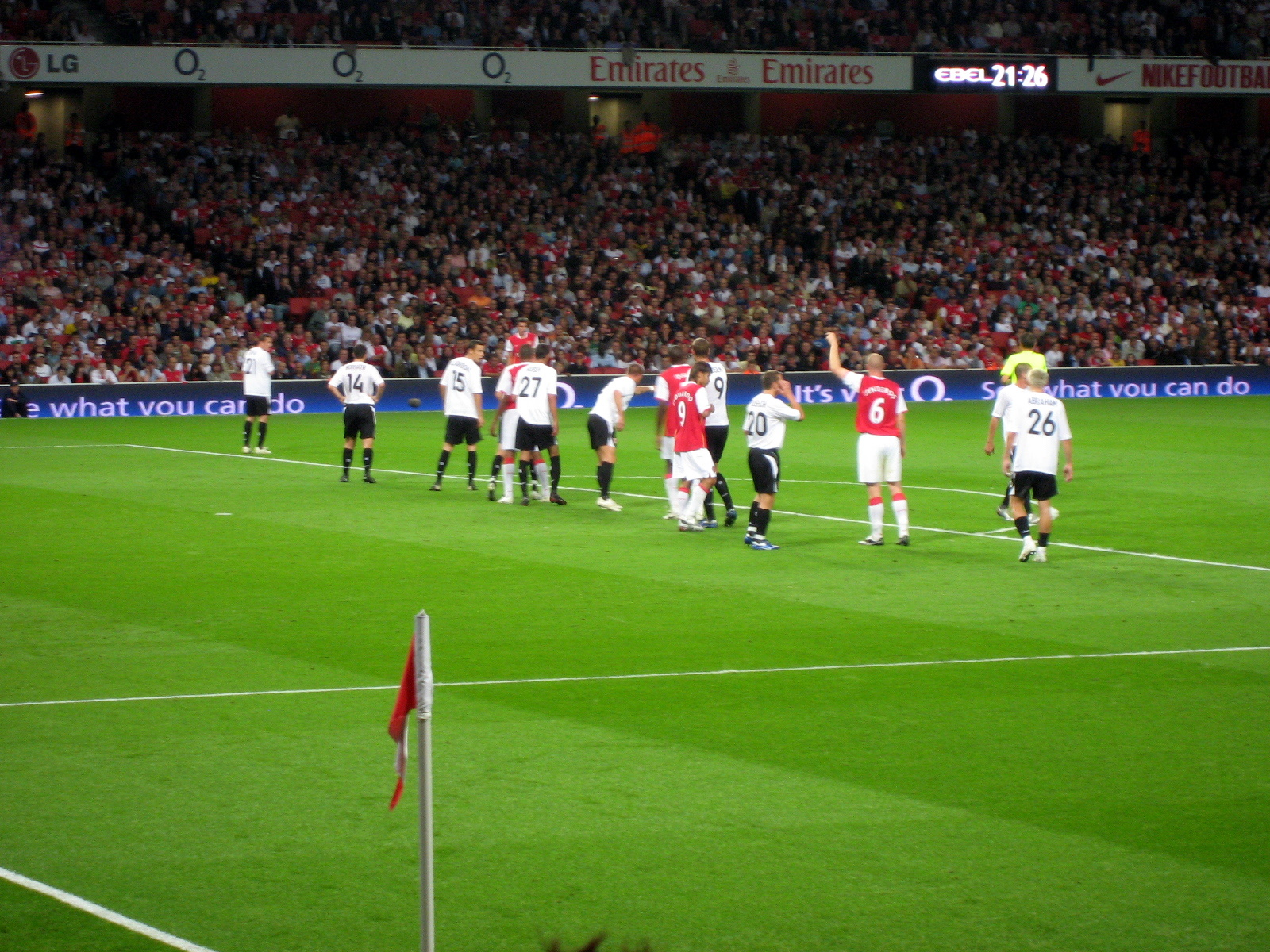
Lo Sparta in campo a Londra contro l'Arsenal nel 2007 nei preliminari di Champions League

Nel 2007 lo Sparta centra il double vincendo il campionato (con un vantaggio di poche lunghezze sul terzetto inseguitore Slavia Praga, Mladà Boleslav e Slovan Liberec) e la coppa (2-1 sullo Jablonec 97). In Coppa UEFA lo Sparta sconfigge l'Hearts 2-0 ed arriva alla fase a gironi: incontra Espanyol, Austria Vienna, Ajax e Zulte Waregem nel girone ma viene eliminata. Nel 2008 la Gambrinus Liga se la giocano cinque squadre ma la spunta lo Slavia Praga che vince per poco sui granata e sugli outsider Teplice, Banik Ostrava e Brno ma lo Sparta si rifà in coppa dove batte lo Slovan Liberec ai rigori 4-3. Al terzo turno di Champions League l'Arsenal vince 5-0 contro la formazione ceca che passa in Coppa UEFA: elimina l'Odense BK ed arriva alla fase a gironi. Affronta Bayer Leverkusen, Spartak Mosca, Zurigo e Tolosa venendo eliminata. Il 2009 è un anno nero per lo Sparta che non vince un titolo. Dopo aver sconfitto lo Sheriff Tiraspol 3-0 la squadra granata perde contro il Panathinaikos 3-1 finendo in Coppa UEFA ma viene eliminata dalla Dinamo Zagabria al primo turno. Nel 2010 lo Sparta trionfa nella volata finale all'ultima giornata per giocarsi il titolo con Banik Ostrava e Jablonec. Il Banik compie un passo falso contro il Marila Pribram e regala il titolo ai praghesi (lo Jablonec vince ma aveva un punto in meno rispetto a Sparta Praga e Banik appaiati a pari punti) che non hanno mai perso durante tutto il campionato con 16 vittorie e 14 pareggi in 30 partite. In Champions perde contro il Panathinaikos 4-3 perciò passa in UEFA Europa League. Elimina agevolmente il NK Maribor e prosegue ai gironi: trova PSV, Cluj e FC Copenhagen ma giunge terza e viene eliminata. In campionato parte male la stagione 10-11 nella quale deve subito inseguire la rivelazione dell'anno precedente, il Viktoria Plzeň. Nonostante una rosa ben ampliata con giocatori giovani e dotati di talento quali Václav Kadlec, Léonard Kweuke, Jiří Kladrubský e Bony Wilfried che si uniscono a calciatori più esperti come Jaromír Blažek, Tomáš Řepka e Libor Sionko la squadra non riesce ad arrestare l'avanzata del Viktoria Plzeň che vincerà il campionato con una giornata d'anticipo. Lo Sparta Praga deve accontentarsi del secondo posto che vale l'Europa League. In Champions League i granata sconfiggono i lettoni del Metalurgs Liepaja con un rotondo 5-0 complessivo e i polacchi del Lech Poznań vincendo per entrambe le sfide per 1-0. Nella sfida contro gli slovacchi dello Žilina l'attaccante Momodou Ceesay sarà autore di due delle tre reti (1-0 all'andata e 2-0 al ritorno) che elimineranno lo Sparta Praga dalla UEFA Champions League, proiettando la squadra boema all'Europa League. L'avventura in Europa League sembra più difficile del previsto: CSKA Mosca, Palermo e Losanna, quest'ultima è l'insidia minore. Il trio offensivo Bony-Kweuke-Kadlec e i centrocampisti Juraj Kucka e Kladrubský trascineranno lo Sparta Praga al turno successivo eliminando la squadra italiana del Palermo. Nel turno successivo i granata affrontano gli inglesi del Liverpool: escono con un prezioso 0-0 dalla Generali Arena di Praga ma all'Anfield non riescono a frenare il Liverpool che passa con una sola rete di scarto, 1-0.
Il 15 ottobre 2011 durante la partita tra Sparta Praga e Slovan Liberec (0-3) i tifosi granata si rendono protagonisti di un episodio spiacevole: Gebre Selassie è stato fischiato durante parte dell'incontro e ha subito insulti razzisti e la commissione disciplinare della Gambrinus Liga ha sanzionato pecuniariamente la società praghese con un'ammenda di 40.000 corone ceche (pari a circa 1500 euro).